# جو بولتون
جو بولتون (بالإنجليزية: Joe Bolton)‏ (2 فبراير 1955 في المملكة المتحدة - ) هو لاعب كرة قدم بريطاني في مركز الدفاع. لعب مع شيفيلد يونايتد ونادي سندرلاند ونادي ميدلزبره وماتلوك تاون ‏.

## وصلات خارجية
- جو بولتون على موقع قاعدة بيانات كرة القدم.إي يو (الإنجليزية)